# Mwanganyanga
Mwanganyanga ist ein Verwaltungsbezirk (Ward) des Distrikts Kyela in der tansanischen Region Mbeya.

## Geografie
Mwanganyanga ist ein Bezirk im Südwesten von Tansania. 
Er ist ein Stadtteil im Südwesten der Distrikthauptstadt Kyela. Die Fläche des Bezirks beträgt 0,3 Quadratkilometer und bei der Volkszählung 2022 lebten hier 4303 Menschen in 1294 Haushalten.

## Gliederung
Der Bezirk besteht aus drei Orten (Kitongoji):
- Mwaikambo
- Mkombozi
- Orofea